# Korozluky
Korozluky är en ort i Tjeckien.   Den ligger i regionen Ústí nad Labem, i den nordvästra delen av landet, 70 km nordväst om huvudstaden Prag. Korozluky ligger 242 meter över havet och antalet invånare är 141.
Terrängen runt Korozluky är platt åt sydväst, men åt nordost är den kuperad. Runt Korozluky är det ganska glesbefolkat, med 22 invånare per kvadratkilometer. Närmaste större samhälle är Most, 6,7 km väster om Korozluky. Trakten runt Korozluky består till största delen av jordbruksmark.